# Charles Marie René Leconte de Lisle
Charles Marie René Leconte de Lisle, pseudonimo di Charles Marie Lecomte (Saint-Paul, 22 ottobre 1818 – Voisins, 17 luglio 1894), è stato un poeta, traduttore e critico letterario francese.

## Biografia

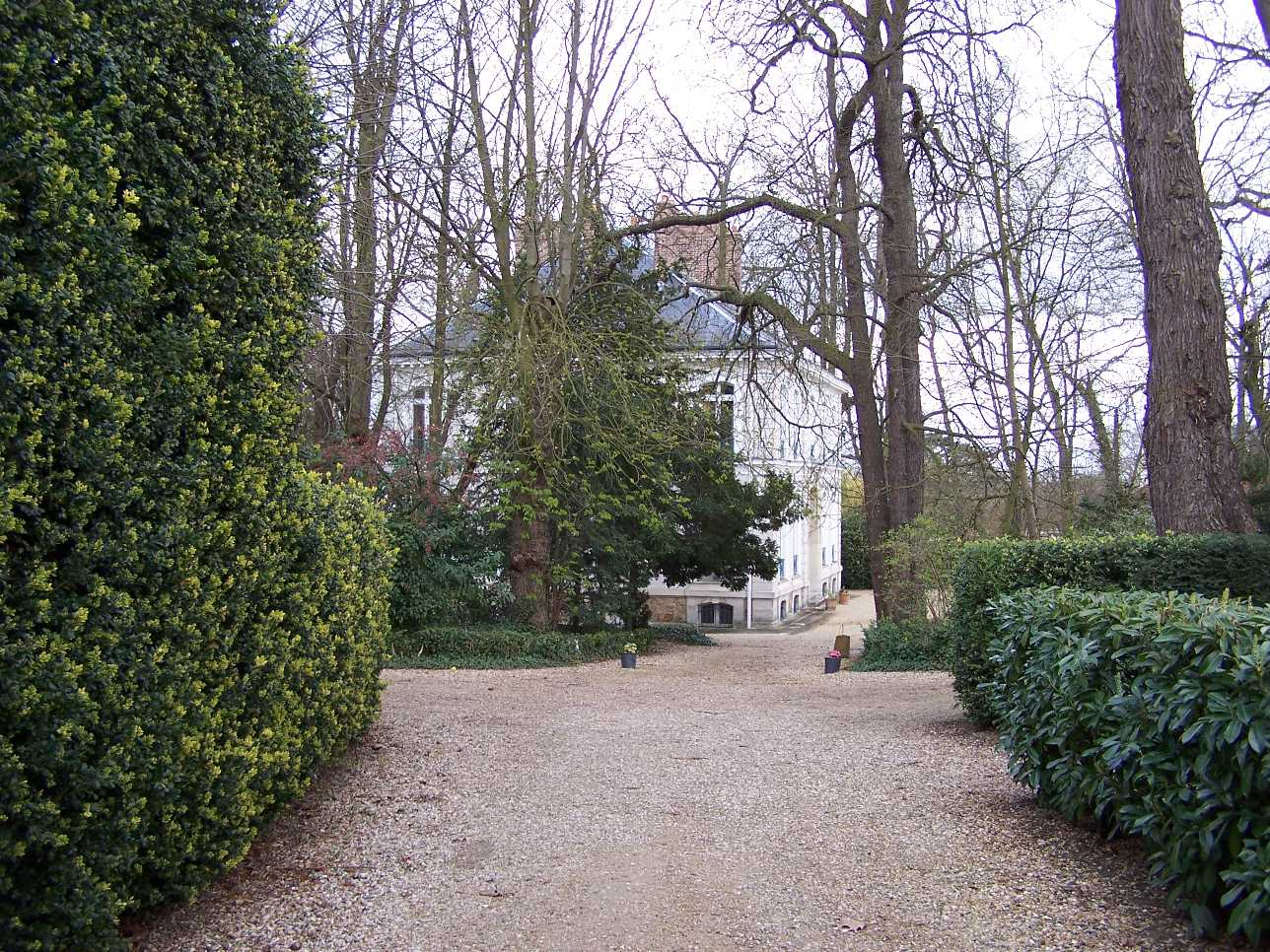
Il padiglione di Voisins, ultima dimora di Leconte de Lisle

Figlio di un chirurgo militare francese, era stato destinato dal padre a intraprendere un'attività commerciale; effettuò in gioventù numerosi viaggi per mare dall'isola natale nell'oceano Indiano e in Francia. Nel 1846 si stabilì a Rennes per studiare giurisprudenza. Si trasferì successivamente a Parigi dove si avvicinò alle idee di Charles Fourier e divenne segretario della "Phalange", il giornale del movimento foureriano, su cui apparvero peraltro anche le sue prime composizioni poetiche. L'attività politica lo mise in urto con la famiglia per cui il padre cessò di fornirgli aiuto economico.
La perdita di fiducia negli ideali repubblicani (1848) lo indusse a dedicarsi completamente alla poesia, in aristocratico isolamento, e attorno al 1850 cominciò la sua attività di traduttore dei poeti classici latini e greci che si concretizzò nel tempo fra l'altro con la traduzione dell'opera omnia di Omero, Esiodo, Orazio, Eschilo, Sofocle, Euripide e Teocrito. Ritornò a interessarsi nuovamente di politica solo dopo la caduta di Napoleone III (1870), quando la Repubblica fu restaurata; Leconte de Lisle deprecò in quell'occasione le violenze della Comune di Parigi e iniziò alcune opere di propaganda democratica: 'Histoire populaire de la Révolution française (1871) e il Catéchisme populaire républicain (1872). Venne nominato bibliotecario del Senato (1873) e nel 1886 venne ammesso all'Académie Française come successore di Victor Hugo.

## Opere
Sebbene le sue composizioni poetiche siano state di modeste dimensioni, hanno grande importanza storica in quanto la sua poesia ha dato origine a una nuova teoria estetica, ostile al romanticismo, nella quale l'arte scaturiva dall'unione della perfezione formale da un lato, e da un misto di panteismo greco, rifiuto del Cristianesimo, ricorso a culture orientali (soprattutto indiana) e al pensiero filosofico di moda ai suoi tempi (Schopenhauer e Nietzsche).

### Principali opere di Leconte de Lisle
- Poèmes antiques, 1852.
- Poèmes et Poésies, 1855.
- Le Chemin de la Croix, 1856.
- Poésies Complètes : Poèmes antiques - Poèmes et poésies - Poésies nouvelles, 1858.
- Idylles et Odes anacréontiques (traduzione da Teocrito), 1861.
- Poésies barbares, 1862.
- Le Parnasse contemporain, 1866.
- Iliade (traduzione da Omero), 1866.
- Odissea (traduzione da Omero), 1867.
- Hymnes homériques (traduzione da Omero), 1868.
- Hymnes orphiques (traduzione da Esiodo), 1869.
- Catéchisme populaire républicain, 1870.
- Le Parnasse contemporain, 1871.
- Histoire populaire de la Révolution française, 1871.
- Le Sacre de Paris, 1871.
- Le Soir d'une bataille, 1871.
- Histoire populaire du christianisme, 1871.
- Poèmes barbares, 1872.
- Traduzioni: Opera completa di Eschilo (1872), Orazio (1873), Sofocle (1877), Euripide (1885).
- Le Erinni (dramma, dalla tragedia di Eschilo), 1873.
- Histoire du Moyen Âge, 1876.
- Poèmes tragiques, 1876.
- Les Éolides, 1876.
- Derniers Poèmes (postumo), 1895.
- Poètes contemporains (studi su Béranger, Lamartine, Hugo, Vigny, Barbier; postumo), 1895.
- Contes en prose (postumo), 1910.

### Opere musicali ispirate ai poemi di Leconte de Lisle
- Ernest Chausson, Hélène, dramma lirico in due atti (op. 7, 1883-4).
- Jules Massenet, Les Érinnyes[1].
- Franz Servais, L'Apollonide (Iõn)[2]
- Ernest Chausson : Nanny (op. 2 nº 1, 1880) ; Le Colibri (op. 2 nº 7, 1882) ; Hymne védique, pour quatre voix et orchestre (op. 9, 1886) ; La Cigale (op. 13 nº 4, 1887) ; Chant nuptial, chant pour quatre voix de femmes (op. 15, 1887-8) ; Hylas (sans op., 1879-80)
- Claude Debussy : La fille aux cheveux de lin.
- Henri Duparc : Phidylé.
- Gabriel Fauré : La rose ; Le parfum impérissable ; Lydia ; Les roses d'Ispahan ; Nell.
- Reynaldo Hahn : Lydé ; Lydie ; Néère ; Phidylé ; Pholoé ; Phyllis ; Salinum ; Thaliarque ; Tyndaris ; Vile potabis.
- Charles Koechlin : Deux Villanelles ; Épiphanie ; La Fin d'homme ; La Lampe du Ciel ; La Vérandah ; L'astre rouge ; Les Clairs de lune ; Les rêves morts ; Nox.
- Émile Paladilhe : Six chansons écossaises.
- Albert Roussel	: Deux Idylles ; Odes Anacréontiques.
- Louis Vierne : Le Rouet ; Nox.
- César Franck : Les Éolides (poema sinfonico).
- Gaspare Bona : Midi (lirica per canto e pianoforte) 1936.
- Henriette Renié : Légende, d'après 'Les Elfes' de Leconte de Lisle (composizione per arpa sola) 1903.
- C. E. Pritchard : Kunacepa (opera in quattro parti) 1903.